# Convenția Națională din Franța

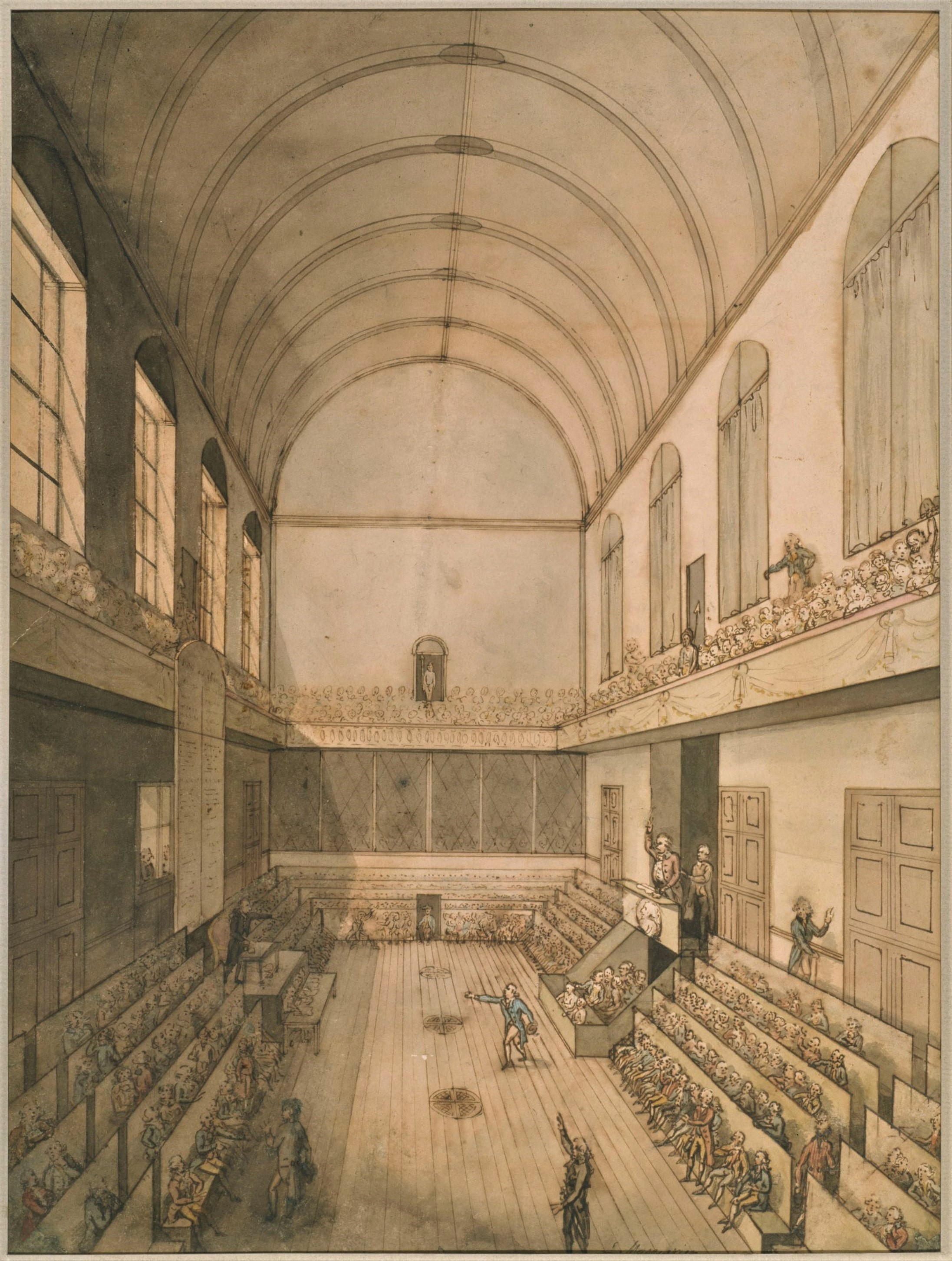
În Sala Manejului de la Tuileries s-a întrunit Convenția Națională până la 9 mai 1793. După aceea, sediul ei a devenit fosta sală a mașinilor din palatul Tuileries, un spațiu vast aflat la parter, folosită pentru diverse spectacole. În această ultimă sală, tribunele aveau 800 900 de locuri, în unele cazuri putând încăpea de două ori mai mulți oameni.

Convenția Națională este numele dat adunării constituante care a guvernat Franța de la 21 septembrie 1792 până la 26 octombrie 1795 în timpul Revoluției Franceze.
Ea a urmat Adunării Legislative și a pus bazele Primei Republici. A fost aleasă, în premieră în Franța, prin vot universal masculin, pentru a da Franței o nouă constituție, necesară după căderea lui Ludovic al XVI-lea  în urma zilei de 10 august 1792.
Încă de la prima sa ședință, Convenția, care exercita puterea legislativă, a abolit monarhia în urma intervențiilor lui Collot d'Herbois și a abatelui Grégoire care a declarat: „în ordinea morală, regii ocupă același loc pe care îl ocupă monștrii în cea fizică. Curțile regale sunt atelierele crimei, anticamera corupției și vizuina tiranilor. Istoria regilor este martirologul națiunilor”.

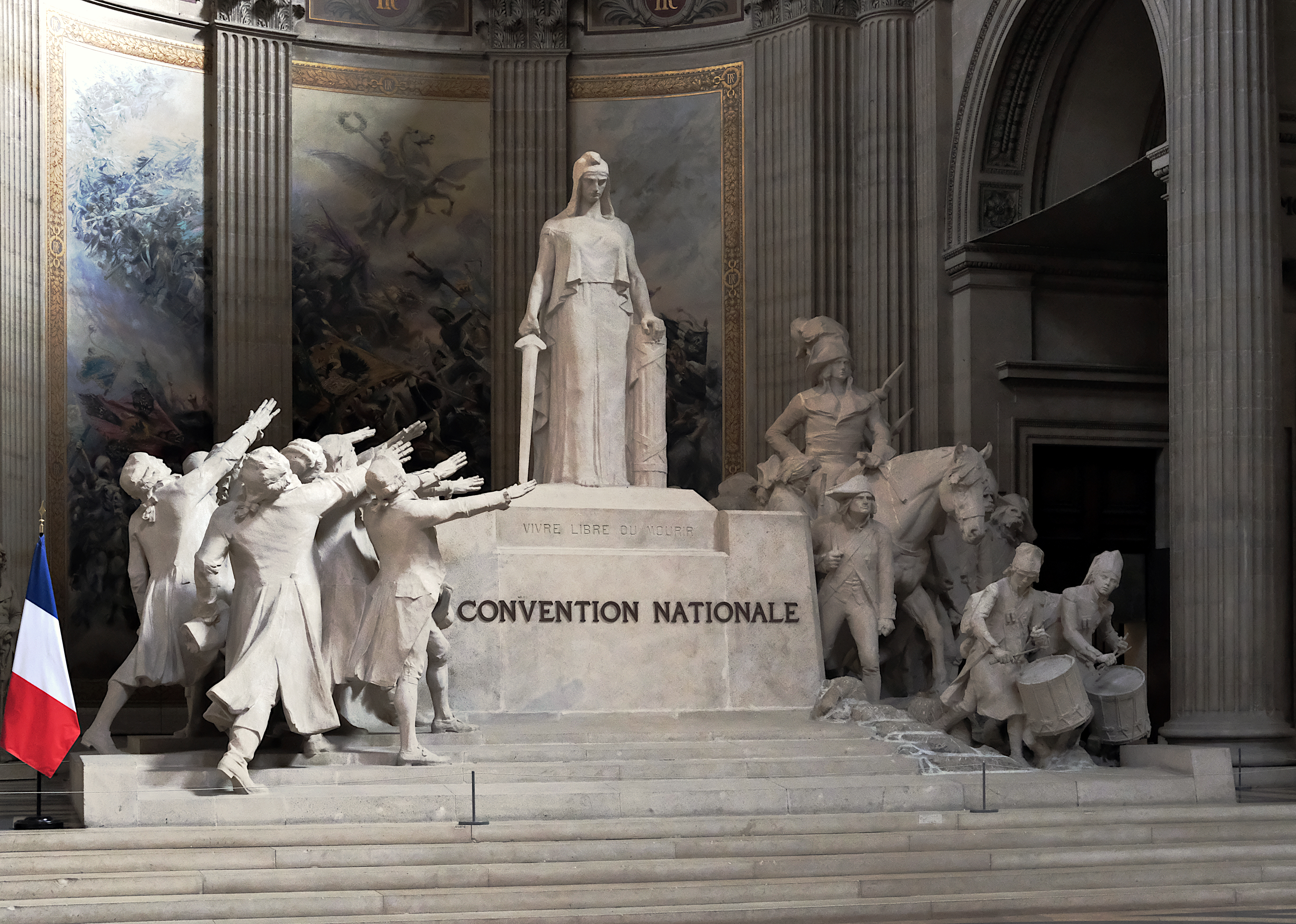
Convenția Națională - Panteonul din Paris

A doua zi, a fost proclamat anul I al calendarului republican.
Constituția din anul I, o constituție foarte democratică (cu vot universal masculin) și descentralizatoare, elaborată de convenția montagnardă care a promulgat-o solemn în ziua de 10 august 1793 în urma unui referendum, nu a fost niciodată pusă în aplicare din cauza stării de război pe plan intern și extern.
La 10 octombrie 1793, Convenția a consacrat instaurarea regimului de teroare, declarând: „Guvernul provizoriu al Franței va fi revoluționar până la pace”.